# Míg tart a bor és friss a rózsa
A Míg tart a bor és friss a rózsa (eredeti cím: Days of Wine and Roses) 1962-ben bemutatott amerikai fekete-fehér filmdráma Blake Edwards rendezésében. A forgatókönyvet JP Miller készítette, egy 1958-as televíziós epizód alapján, melyet szintén ő írt. A film zenéjét Henry Mancini szerezte. A főbb szerepekben Jack Lemmon, Lee Remick, Charles Bickford és Jack Klugman látható.
Az 1962. december 26-án bemutatott film pozitív kritikákat kapott. A 35. Oscar-gálán öt kategóriában jelölték díjakra, végül a legjobb eredeti dalnak járó elismerést vehette át. 2018-ban bekerült a Kongresszusi Könyvtár Nemzeti Filmadatbázisába, mint „kulturálisan, történelmileg vagy esztétikailag jelentős” film.

## Cselekmény
A film egy átlagos amerikai házaspárról szól, akiken fokozatosan egyre jobban eluralkodik az alkoholizmusuk.

## Szereplők
| Szerep               | Színész          | Magyar hang    |
| -------------------- | ---------------- | -------------- |
| Joe Clay             | Jack Lemmon      | Tordy Géza     |
| Kirsten Arnesen-Clay | Lee Remick       | Sáfár Anikó    |
| Ellis Arnesen        | Charles Bickford | Képessy József |
| Jim Hungerford       | Jack Klugman     | Rajhona Ádám   |
| Rad Leland           | Alan Hewitt      | Tolnai Miklós  |
| Ballefoy             | Tom Palmer       | Fülöp Zsigmond |
| Debbie Clay          | Debbie Megowan   | Ardai Viktória |
| Dottie               | Maxine Stuart    | Czigány Judit  |
| Trayner              | Jack Albertson   | Pathó István   |
| italboltos           | Ken Lynch        | Dózsa László   |
| Mrs. Nolan           | Katherine Squire |                |

## Fogadtatás

### Kritikai visszhang
A Rotten Tomatoes weboldalon 15 kritikus véleményének összegzése után a film 100%-os értékelésen áll.

### Fontosabb díjak és jelölések
| Díj                  | Kategória                                    | Jelölt                                                                | Eredmény | Ref.  |
| -------------------- | -------------------------------------------- | --------------------------------------------------------------------- | -------- | ----- |
| Oscar-díj            | legjobb férfi főszereplő                     | Jack Lemmon                                                           | Jelölve  | [ 3 ] |
| Oscar-díj            | legjobb női főszereplő                       | Lee Remick                                                            | Jelölve  | [ 3 ] |
| Oscar-díj            | legjobb látványtervezés (fekete-fehér)       | Joseph C. Wright és George James Hopkins                              | Jelölve  | [ 3 ] |
| Oscar-díj            | legjobb jelmeztervezés (fekete-fehér)        | Don Feld                                                              | Jelölve  | [ 3 ] |
| Oscar-díj            | legjobb eredeti dal                          | Days of Wine and Roses Henry Mancini (zene) Johnny Mercer (dalszöveg) | Elnyerte | [ 3 ] |
| BAFTA-díj            | legjobb film bármilyen forrásból             | legjobb film bármilyen forrásból                                      | Jelölve  | [ 4 ] |
| BAFTA-díj            | legjobb férfi főszereplő                     | Jack Lemmon                                                           | Jelölve  | [ 4 ] |
| BAFTA-díj            | legjobb női főszereplő                       | Lee Remick                                                            | Jelölve  | [ 4 ] |
| Golden Globe-díj     | legjobb filmdráma                            | legjobb filmdráma                                                     | Jelölve  | [ 5 ] |
| Golden Globe-díj     | legjobb férfi főszereplő – filmdráma         | Jack Lemmon                                                           | Jelölve  | [ 5 ] |
| Golden Globe-díj     | legjobb női főszereplő – filmdráma           | Lee Remick                                                            | Jelölve  | [ 5 ] |
| Golden Globe-díj     | legjobb rendező                              | Blake Edwards                                                         | Jelölve  | [ 5 ] |
| Grammy-díj (6. gála) | az év albuma                                 | Andy Williams: Days of Wine and Roses and Other TV Requests           | Jelölve  | [ 6 ] |
| Grammy-díj (6. gála) | az év felvétele                              | Henry Mancini: Days of Wine and Roses                                 | Elnyerte | [ 6 ] |
| Grammy-díj (6. gála) | az év dala                                   | Henry Mancini és Johnny Mercer: Days of Wine and Roses                | Elnyerte | [ 6 ] |
| Grammy-díj (6. gála) | legjobb férfi popénekes teljesítménye        | Andy Williams: Days of Wine and Roses                                 | Jelölve  | [ 6 ] |
| Grammy-díj (6. gála) | legjobb hangszeres vagy vokális hangszerelés | Henry Mancini: Days of Wine and Roses                                 | Elnyerte | [ 6 ] |

## Fordítás
- Ez a szócikk részben vagy egészben  a   Days of Wine and Roses (film) című angol Wikipédia-szócikk ezen változatának fordításán alapul.  Az eredeti cikk szerkesztőit annak laptörténete sorolja fel. Ez a jelzés csupán a megfogalmazás eredetét és a szerzői jogokat jelzi, nem szolgál a cikkben szereplő információk forrásmegjelöléseként.